# 切拉舒鄉
45°19′N 26°02′E / 45.317°N 26.033°E
切拉舒鄉（羅馬尼亞語：Comuna Cerașu, Prahova），是羅馬尼亞的鄉份，位於該國中南部，由普拉霍瓦縣負責管轄，面積121平方公里，海拔高度599米，2007年人口5,187，人口密度每平方公里43人。